# La Leçon du maître
La Leçon du maître (titre original : The Lesson of the Master) est un roman court de l'auteur américain Henry James. Il paraît d'abord dans The Universal Review en juillet/août 1888, et ne sera repris en volume que quatre ans plus tard chez Macmillan and Co., à Londres.
L'une des plus longues nouvelles de l'auteur, La Leçon du maître s'intéresse au conflit entre l'art et la vie.

## Résumé
À Londres, dans le milieu fermé des arts et des lettres, Paul Overt est un jeune auteur au talent prometteur. Il a la chance de rencontrer Henry St. George, un célèbre écrivain dont il admire les œuvres. Une chance en attirant une autre, il fait la connaissance et tombe sous le charme de Marian Fancourt, une belle et intelligente jeune femme qui a le chic d'apprécier les romans de St. George à l'égal des écrits de Paul Overt. 
Lors d'une longue conversation, St. George confie à Overt qu'il regrette amèrement de s'être marié et d'avoir eu des enfants. Pour l'écrivain reçu, voilà autant de futiles tracas du quotidien qui l'ont empêché de se consacrer pleinement à son art. Il prévient le jeune homme que de céder aux sortilèges illusoires de l'amour pour devenir mari et père pourrait bien signer la mort de son impulsion créatrice et sceller sa carrière de romancier. 
Tourmenté par cet avertissement péremptoire et peut-être même prémonitoire, Overt décide de faire un long voyage. Quand il rentre à Londres, il apprend que l'épouse de St. George est morte entre-temps et que l'on annonce déjà les noces du grand écrivain avec la belle Marian Fancourt. Overt se sent floué par le maître, mais St. George lui affirme qu'en épousant Marian il préserve le jeune écrivain des distractions et lui pave la voie d'une remarquable carrière.

## Traductions françaises
- La Leçon du maître, traduit par Michel Gauthier, John Lee et Benoît Peeters, Paris, Éditions de L'Équinoxe, 1984 ; réédition, Paris, Seuil, coll. « Points. Roman » no 213, 1985
- La Leçon du maître, traduit par Jean Pavans, dans Nouvelles complètes, tome III, Paris, Éditions de la Différence, 2008
- La Leçon du maître, traduit par Pierre Fontaney, dans Nouvelles complètes, tome III, Paris, Gallimard, coll. « Bibliothèque de la Pléiade », 2011

## Adaptation théâtrale
- 2012 : La Leçon du maître, adaptation scénique de Jean Pavans, mise en espace de Jacques Lassalle au festival NAVA de Limoux.